# Капориио (Ријети)
Капориио је насеље у Италији у округу Ријети, региону Лацио.
Према процени из 2011. у насељу је живело 119 становника. Насеље се налази на надморској висини од 420 м.